# Flagman
 (avril 2021).
- Si vous ne connaissez pas le sujet, laissez ce bandeau (vous pouvez alors contacter les auteurs).
- Si vous supprimez le contenu mis en cause (vous pouvez préalablement contacter les auteurs),

argumentez précisément cette suppression dans la page de discussion
(un manque de référence n'est pas un argument ; une recherche réelle de référence doit avoir été effectuée, être formellement documentée).
 (juin 2018).
Si vous disposez d'ouvrages ou d'articles de référence ou si vous connaissez des sites web de qualité traitant du thème abordé ici, merci de compléter l'article en donnant les références utiles à sa vérifiabilité et en les liant à la section « Notes et références ».
Flagman est un jeu électronique à cristaux liquides Game and Watch sorti en 1980. Il ressort le 15 juillet 2009 sous la forme de jeux en téléchargement (200 Nintendo Points) dans une compilation de jeux Game and Watch sur Nintendo DSi.

## Description du jeu
Jeu de mémoire et de réflexes, deux modes de jeu existent :
- Dans le mode Game A, il faut lever les drapeaux dans l'ordre indiqué par Flagman, et cela dans la limite du temps imparti.
- Dans le mode Game B, il faut lever les drapeaux correspondant aux numéros indiqués, un seul à la fois.

Règles communes aux deux modes:
- Le joueur commence avec trois vies.
- Plus le joueur avance dans le jeu, plus celui-ci devient difficile.
- S'il appuie sur le mauvais bouton, il perd une vie.
- Le jeu s'arrête une fois les trois vies perdues.

## Adaptations et apparitions

### Game and Watch Gallery
Ce jeu a été adapté dans plusieurs compilation de jeux Game and Watch de la série Game and Watch Gallery. Parmi ces compilations on retrouve une version de Flagman dans la première (version Game Boy) et la troisième (version Game Boy Color).

### Super Smash Bros.
Dans la série des Super Smash Bros., Mr. Game and Watch, le petit personnage noir représentatif de la série, est jouable à partir de l'opus Melee.
Chacune de ses attaques est tirée d'un jeu Game and Watch. Parmi ses coups, on retrouve son "Up tilt" (Haut + A) où le personnage sort un drapeau faisant approximativement 7% de dégâts.

## Spécifications techniques
Les spécifications suivantes sont celle du jeu original Game & Watch.
| Specifications techniques | Specifications techniques |
| ------------------------- | --- |
| Dimensions                | Largeur: 95 mm Hauteur: 63 mm Profondeur: 11.5 mm |
| Poids                     | 51 grammes, piles comprises. |
| Batterie                  | Deux piles Alkali-Manganese (LR43 ou SR43). |
| Autonomie                 | Estimée à 6 mois avec les piles LR43 et à 12 mois avec les piles SR43 si le joueur joue seulement une heure par jour. |
| Boutons                   | Deux boutons rouges numérotés de 1 à 4 de chaque côté de l'écran pour contrôler les bras du personnage. Trois plus petits boutons gris en bas de l'écran pour sélectionner les modes de jeu Game A, Game B, ou le Time display, qui permet de régler l'heure. |
| Température               | Flagman marche correctement dans des températures allant de 10 à 40 °C. |